# Fengshan (köpinghuvudort i Kina, Heilongjiang Sheng, lat 46,26, long 128,55)
Fengshan (kinesiska: 凤山, 凤山镇) är en köpinghuvudort i Kina. Den ligger i provinsen Heilongjiang, i den nordöstra delen av landet, omkring 160 kilometer öster om provinshuvudstaden Harbin. Antalet invånare är 11 380. Befolkningen består av 5 496 kvinnor och 5 884 män. Barn under 15 år utgör 15,0 %, vuxna 15-64 år 78 %, och äldre över 65 år 6,0 %.
Runt Fengshan är det ganska glesbefolkat, med 34 invånare per kvadratkilometer. Det finns inga andra samhällen i närheten. I omgivningarna runt Fengshan växer i huvudsak blandskog.
Genomsnittlig årsnederbörd är 852 millimeter. Den regnigaste månaden är juli, med i genomsnitt 176 mm nederbörd, och den torraste är januari, med 7 mm nederbörd.